# Thomas Wharton, 2. Baron Wharton
Thomas Wharton, 2. Baron Wharton (* 1520; † 14. Juni 1572) war ein englischer Adliger und Politiker der Tudorzeit.

## Herkunft und Familie
Thomas Wharton entstammte einer alten englischen Familie, die seit dem 13. Jahrhundert in Nordengland, insbesondere in der Grafschaft Westmorland, landgesessen war. Er wurde 1520 als Sohn des Thomas Wharton, 1. Baron Wharton (um 1495–1568) geboren und erbte dessen Güter und dessen Titel bei dessen Tod.

## Politische Laufbahn
Als Mann von Englands Norden wurde er sowohl von den häufigen Grenzkämpfen gegen Schottland als auch von den innerenglischen Unruhen im Norden Englands betroffen. So wurde er 1536 bei der als Pilgrimage of Grace bezeichneten nordenglischen Rebellion gegen Heinrich VIII., bei der sein Vater dem König die Treue hielt, von den Rebellen gefangen genommen. Wieder frei, nahm er in der Folgezeit an mehreren Grenzgefechten und Einfällen nach Schottland teil, zuerst von 1542 bis 1544, wobei er den border raid von 1542 anführte. Er folgte auch dem Earl of Hertford bei dessen erfolgreichem Raid nach Schottland 1545 und erhielt dabei nach dem Gefecht bei Ladykirk am 23. September 1545 den Ritterschlag.
Neben diesen militärischen Tätigkeiten wandte er sich der Politik zu. Er war von 1542 bis 1552 und 1553 als Abgeordneter für die Grafschaft Cumberland und 1554 für das Borough Hedon in Yorkshire Mitglied des House of Commons. Schließlich war er 1555, 1558 und 1559 Abgeordneter für die Grafschaft Northumberland. Er wurde zusammen mit seinem Vater Steward des Anwesens Preston Manor in Yorkshire, leitete einen Vorstoß ins Nithsdale und ins Annandale im Oktober 1547 und verwüstete dabei die Ländereien des Clan Irvine. Von 1547 bis 1548 war er Sheriff von Cumberland.
Danach trat er 1552 in die Dienste der Prinzessin Mary, der er sich auch gegen Jane Grey anschloss. Nach deren Thronbesteigung als Maria I. wurde er von ihr zum Master of the Queens Henchmen ernannt. 1553 wurde er Mitglied des Privy Council, auf Lebenszeit Steward für die East Riding of Yorkshire und Steward des Anwesen Beverley Manor in Yorkshire. Er begleitete den Earl of Arundel nach Southampton, um dem dort erwarteten König Philipp II. von Spanien den Hosenbandorden zu überbringen. Am 4. Juli 1557 ernannte die Königin ihn zum Oberkommandierenden über 600 Reiter und 400 Bogenschützen zum Schutz der schottischen Grenze. Er war Zeuge des Testaments der Königin, das sie am 30. März 1558 verfasst hatte. Sie ernannte ihn noch kurz vor ihrem Tode zum Chief-Steward for Life of the Honor and Manor of New Hall in Boreham in Essex, zusammen mit seiner Frau am 1. Juni 1558. 
Unter Elisabeth I. erhielt er keine öffentlichen Ämter außer der Ernennung zum Mitglied des Rates des Nordens, das ihm im Dezember 1558 übertragen wurde. Er wurde vielmehr zusammen mit seiner Frau ungesetzlicher religiöser Praktiken beschuldigt, einem öffentlichen Verhör durch den Earl of Oxford unterzogen und bis zum 16. Juli 1561 im Tower eingekerkert, aus dem er dann an diesem Tage entlassen wurde. Während der Nordrebellion 1569 blieb er neutral. 1571 nahm er den 1568 ererbten Sitz im House of Lords ein.
Er war seit 1547 mit Lady Anne Radcliffe, Tochter des Robert Radcliffe, 1. Earl of Sussex, verheiratet. Er starb am 14. Juni 1572 und wurde in der Westminster-Abtei begraben. Seine Nachfolge trat sein Sohn Philip Wharton an.